# منهل عزيز الخباز
منهل عـزيز الخباز موظف حكومي عراقي تدرج في عدة مناصب في وزارة الصناعة العراقية حتى عُيّن وزيرا لوزارة الصناعة في شهر أيار سنة 2020.

## مناصب
- مسؤول مختبر الفحوصات الميكانيكية 1986 - 1989 شركة الكندي.
- مسؤول شعبة الفحوصات والتجميع 1998 - 2001 شركة الكندي.
- مسؤول عن فرق عمل مختلفة في عمليات التأهيل والصيانة لمنظومات السيطرة وأعمال الميكانيك والفحوصات البيئية 1988 - 2003 شركة الكندي.
- مدير مركز بحوث السيطرة والتوجيه منذ 2003 - 2007 شركة الكندي.
- قائم بأعمال معاون المدير العام / شركة الكندي العامة من سنة 2009 حتى دُمجت الشركات سنة 2016.

## بحوث منشورة
- نموذج مقترح لنظام التخطيط الاستراتيجي.
- الادارة الاستراتيجية واثرها على ادارة التمييز وانعكاس ذلك على الاداء التسويقي لبعض الشركات.
- إدارة الخصخصة للشركات الصناعية وأثرها علي تطور الإنتاج.
- الفكر التكاملي في الهندسة المدنية حماية المنشآت الحيوية.